# Caenophanes asion
Caenophanes asion är en stekelart som först beskrevs av Nixon 1943.  Caenophanes asion ingår i släktet Caenophanes och familjen bracksteklar. Inga underarter finns listade.